# دوچرخه کاربردی
دوچرخه کلاسیک یا دوچرخه شهری، دوچرخه ای است که برای سواری‌های مکرر کوتاه و آهسته در مناطق بسیار مسطح شهری طراحی شده‌است. این نوعی دوچرخه کاربردی است که معمولاً در سرتاسر جهان دیده می‌شود و برای تسهیل در مسافت‌های کوتاه روزانه (نه بیشتر از ۳–۴ مایل در روز) با لباس‌های معمولی در شرایط آب و هوایی سرد تا معتدل ساخته شده‌است؛ بنابراین دوچرخه شهری وسیله ای است که برای حمل‌ونقل کوتاه طراحی شده‌است، برخلاف دوچرخه‌هایی که عمدتاً برای تفریح و رقابت هستند، مانند دوچرخه‌های تور، دوچرخه‌های مسابقه‌ای، و دوچرخه‌های کوهستان. دوچرخه‌های کاربردی رایج‌ترین شکل در سطح جهانی هستند، و اکثریت قریب به اتفاق موجود در جهان در حال توسعه را تشکیل می‌دهند.

## ساختار

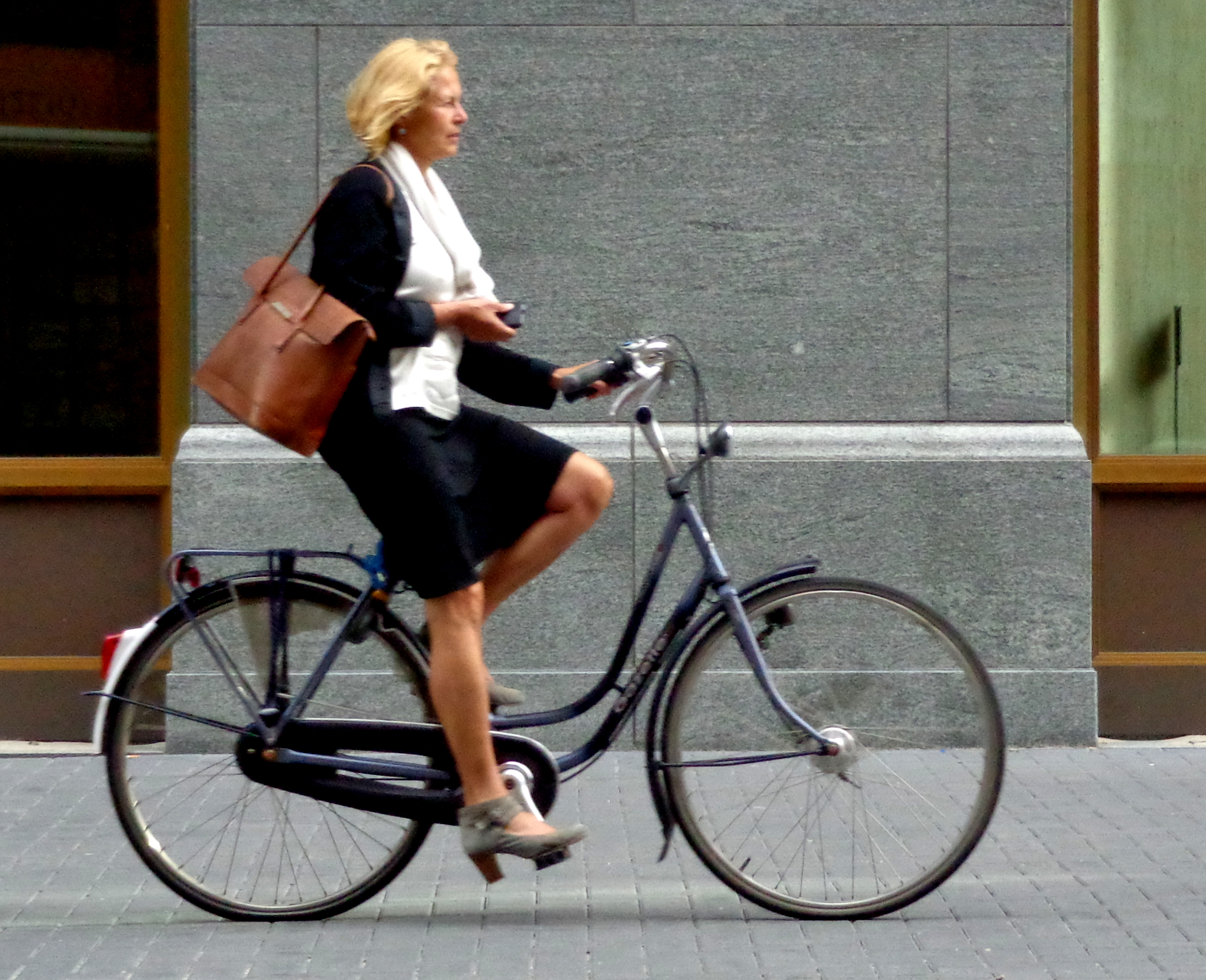
تصویر دوچرخه سواری با دوچرخه شهری

به‌طور کلی از آنجایی که آنها برای محیط‌های شهری مناسب تر هستند، به جای سرعت یا کارایی، بیشتر بر روی راحتی و کاربردی در مسافت‌های کوتاه تمرکز می‌کنند. آنها معمولاً دارای یک فرمان کمی منحنی، تقریباً مسطح تراز و مرتفع هستند که وضعیت نشستن عمودی را برای کاربران فراهم می‌کند. آنها دنده‌های کمتری دارند و اغلب از دوچرخه‌های جاده ای سنگین تر هستند. آنها ممکن است نوار قاب مرکزی بالایی را به صورت مورب تراز کنند تا امکان نصب آسان در داخل و خارج را فراهم کنند و ممکن است یک قاب پشتی یا جلویی برای حمل و نقل وسایل داشته باشند. زین معمولاً در مقایسه با سایر دوچرخه‌ها بزرگ‌تر است و اکثر آنها با زنجیر و محافظ تایر در برابر روغن یا کثیفی ارائه می‌شوند.
دوچرخه‌های شهری قدیمی‌ترین سبک هستند که با پیشرفت تکنولوژی و شناخت بازار و سلیقهٔ جامعه، شکل آن‌ها دچار تغییرات مثبتی شده‌است. دوچرخه‌های شهری می‌توانند دارای دنده یا تک‌سرعته یعنی بدون دنده باشند یا در توپیِ عقب آن‌ها دندهٔ اتوماتیک قرار گرفته شده باشد. می‌توان طرح‌های کلاسیک این سبک را در کنار سبک‌های جدید، کماکان مشاهده یا تهیه کرد. این دوچرخه برای استفاده و تردد داخل شهر طراحی شده‌است. به دلیل اهمیت راحتیِ دوچرخه‌سوار در مسیرهای شهری، این سبک بهترین پوزیشن قرارگیری دوچرخه‌سوار را روی دوچرخه دارد. به این معنا که دوچرخه‌سوار کمترین حالت خمیدگی را روی فرمان دوچرخه خواهد داشت؛ یعنی نیاز نیست که برای گرفتن فرمان، زیاد خم شوید و این یکی از موارد بسیار مهم در راحتی دوچرخه‌های شهری است. در این حالت لگن دوچرخه‌سوار به‌صورت عمودی روی زین دوچرخه قرار می‌گیرد و فشار وزن بدن در بخش بیشتری از نشیمنگاه و زین دوچرخه تقسیم می‌شود و به همین دلیل زین‌های دوچرخهٔ شهری نسبت به سبک‌های دیگر پهن‌تر و راحت‌تر هستند. این‌ها مواردی است که راحتی دوچرخه‌های شهری را نسبت به سبک‌های دیگر به‌شدت افزایش می‌دهند و همچنین شکل فرمان‌های کلاسیک و اهرم‌های ترمز و گاهی چیدمان و تعداد دنده‌ها از موارد دیگری هستند که دوچرخه‌های شهری را برای دوچرخه‌سواریِ داخل شهر بسیار لذت‌بخش خواهد کرد. شکل قرارگیری دوچرخه سوار بر روی دوچرخه‌های شهری به گونه ای است که می‌توانید از دید بسیار بهتری را به شهر و محیط اطراف داشته باشید؛ بنابراین اگر تصمیم دارید از دوچرخه فقط برای تردد در شهر استفاده کنید دوچرخه‌های شهری راحت‌ترین سبک برای این کار هستند.